# Great Tey
Great Tey är en by och en civil parish i Colchester i Essex i England. Orten har 937 invånare (2001). Den har en kyrka.